# コウライオヤニラミ
コウライオヤニラミ（高麗親睨、꺽지、学名:Coreoperca herzi）は、ケツギョ科オヤニラミ属の淡水魚。朝鮮半島原産。日本の一部（宮崎県の大淀川水系）にも外来種として定着しており、在来種の魚やエビ類、水生昆虫を食害して問題化している。

## 形態
オヤニラミと近縁だが、本種は最大で全長30cmに達する大型種であり、また体高が低く頭部が大きいことで区別できる。幼魚には、オヤニラミと同様に縞模様が入るが、成長するにつれて白く不規則な斑点が体側に入り、線は消えていく。

## 分布
朝鮮半島固有種。北限は鴨緑江。
川の上流から中流の、岩場で水がきれいなところを好む。朝鮮半島南部の一部地域ではオヤニラミと同所的に分布しており、コウライオヤニラミが流れの急な場所に、対してオヤニラミが流れのゆるやかな場所に棲息することで競合が避けられている。そのため、この2種の共存には、一つの水域に多様な環境が存在することが不可欠である。河川環境が単調化すると共存関係が崩れ、一方のみが見られるようになる。
日本では2017年に都城市内の大淀川支流で初めて確認された。観賞魚として輸入された個体が放されたと推測されており、2018年には放流個体からと産まれたと思われる小型個体も見つかり、繁殖していることが確実になった。大淀川水系の固有種オオヨドシマドジョウなど在来生物への影響が懸念され、捕獲されたコウライオヤニラミの胃の内容物から様々な在来水生動物が見つかっているほか、環境DNAを調べるとコウライオヤニラミが多い水域では他の魚が少ない傾向にある。

## 生態
普段は石に体を寄り添わせてじっとしているが、魚、エビ、水生昆虫などが近づくと突進して捕食する。縄張り意識が強く、他魚と激しく争う。他の同属の種と同じ様な食性である。
繁殖期は初夏で、水温18℃から23℃ほどの時期、流れの速い岩場に集まり、大きな石の下に2.6 - 2.9mm 程度の大きさの卵を産みつける。ムギツク、クロムギツクに托卵先として利用されている。

## 人間との関係
上記のように大淀川水系では在来生物を脅かしていることから、宮崎県内水面漁場管理委員は2024年8月5日から、持ち出しや放流を禁止した。